# Женская сборная Австралии по регби-7
Женская сборная Австралии по регби-7 — женская национальная сборная, представляющая Австралию на чемпионатах мира и Мировых сериях по регби-7. Первые в мире чемпионки мира по регби-7 (2009), с 2012 года так называемая «команда ядра» Международного совета регби в соревнованиях по регби-7. Первый олимпийский чемпион по регби-7 (титул завоёван в Рио-де-Жанейро в 2016 году).

## Состав
Состав на турнир 2014 Qantas Women’s Sevens

### Игроки
- Брук Андерсон
- Катрина Баркер
- Николь Бек
- Эллиа Грин
- Шарлотта Кэслик
- Рэйчел Кротерс
- Алисия Куирк
- Коби-Джейн Морган
- Шеннон Пэрри
- Тайана Пенитани
- Эвания Пелайт
- Саофайга Само
- Кирби Сефо
- Эми Тёрнер
- Эмма Тонегато
- Шарни Уильямс
- Эмили Черри
- Джемма Этеридж
- Никки Этеридж
- Мэддисон Эллиот

### Тренеры
- Тим Уолш (главный тренер)
- Скотт Боуэн (менеджер)
- Крэйг Твентимэн (тренер по физподготовке)